# Furacão Linda (2009)
O furacão Linda foi um ciclone tropical que ficou ativo em meados de setembro de 2009 no oceano Pacífico Nordeste. Sendo o décimo sétimo ciclone tropical, a décima quarta tempestade tropical dotada de nome e o sexto furacão da temporada de furacões no Pacífico de 2009, Linda formou-se de uma área de perturbações meteorológicas em 7 de setembro a várias centenas de quilômetros a oeste da costa pacífica do México. Seguindo para oeste, o sistema logo se intensificou para uma tempestade tropical. Sob condições meteorológicas favoráveis, Linda se intensificou para um furacão em 10 de setembro. Linda logo atingiu seu pico de intensidade, com ventos máximos sustentados de 140 km/h, e uma pressão atmosférica central mínima de 982 hPa. Pouco depois, Guillermo começou a se enfraquecer assim que começou a seguir para norte-noroeste, sobre águas mais frias. Sua tendência de enfraquecimento foi intensificada pelo aumento do cisalhamento do vento, e Linda enfraqueceu-se para uma tempestade tropical no dia seguinte. Sob condições meteorológicas hostis, Linda continuou a se enfraquecer rapidamente, e se denerou para uma área de baixa pressão remanescente em 12 de setembro.
Como Linda não ameaçou ou atingiu regiões costeiras, nenhum alerta ou aviso de furacão ou tempestade tropical foi necessário. Pelo mesmo motivo, Linda não causou qualquer impacto à sociedade humana.

## História meteorológica

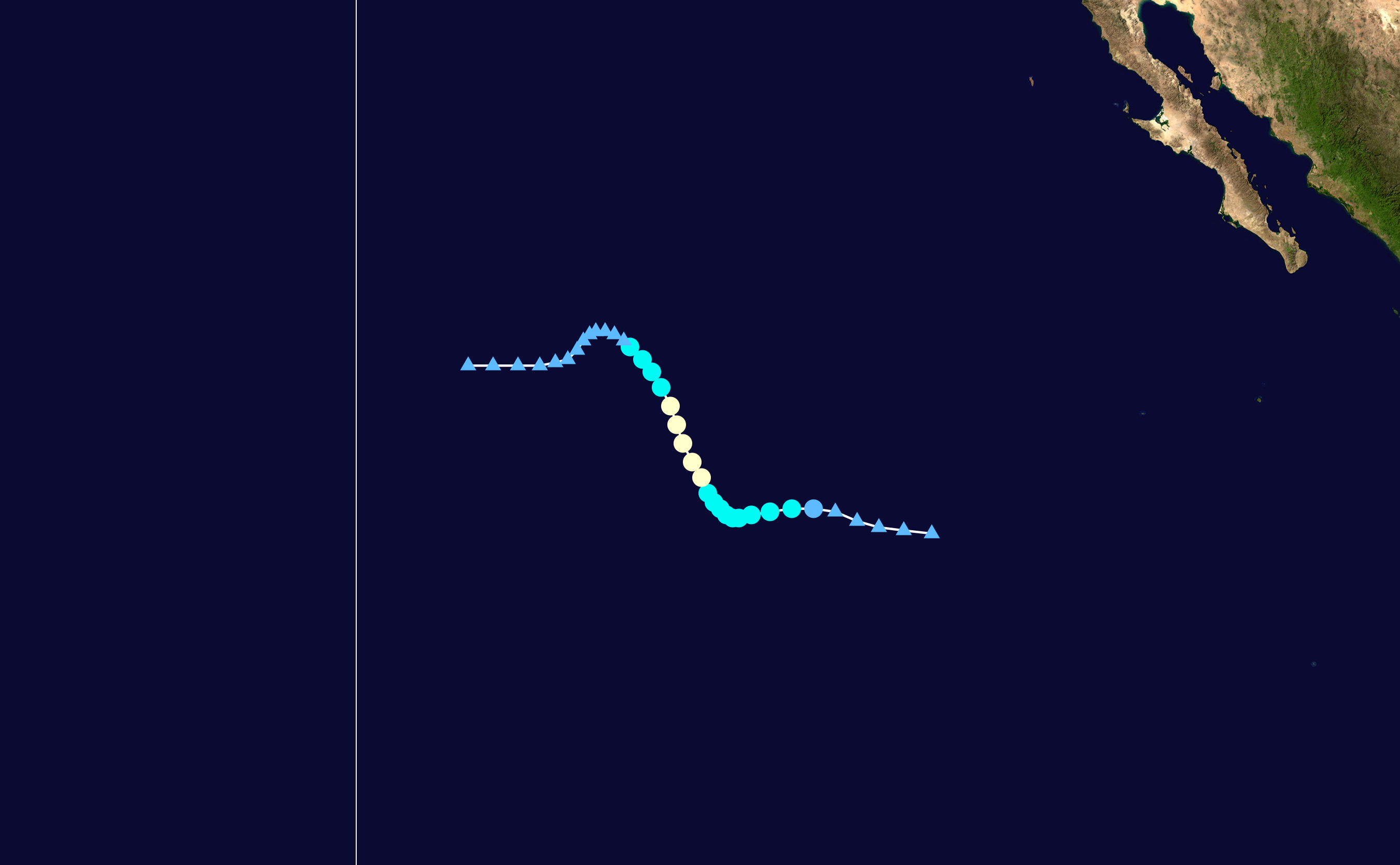
O caminho de Linda

O furacão Linda formou-se de uma área de perturbações meteorológicas que mostrava sinais de organização a várias centenas de quilômetros da costa pacífica do México. A partir da manhã (UTC) de 7 de setembro, a área de perturbações meteorológicas começou a exibir uma bandas curvadas de tempestade. Além disso, imagens de satélite revelaram que o sistema estava dotado de uma circulação ciclônica de baixos níveis bem definida. Com base nestes dados, o Centro Nacional de Furacões classificou a perturbação para uma depressão tropical. A partir de então, a depressão manteve-se inalterada por algumas horas.
No entanto, o sistema sofreu um período de rápida intensificação durante aquela noite (UTC), e rapidamente se tornou uma tempestade tropical, ganhando o nome "Linda". Naquele momento, o sistema já exibia no centro de suas áreas de convecção profunda um olho mal definido. No início da madrugada (UTC) de 8 de setembro, Linda passou por uma pequena área de ar mais seco, o que afetou negativamente a tempestade, e sua aparência em imagens de satélite ficou menos definida. Porém, a sua intensidade se manteve. Além disso, a tempestade ficou impedida de se intensificar naquele momento devido à presença de cisalhamento do vento. Linda manteve sua intensidade até o início da madrugada de 9 de setembro, quando voltou a se intensificar lentamente assim que o cisalhamento do vento diminuiu. Além disso, Linda começou a seguir para noroeste assim que encontrou uma brecha na alta subtropical que o guiava. Durante aquela noite (UTC), Linda estava dotada de um anel compacto de áreas de convecção em torno do centro ciclônico, que indicava a formação de um olho. No início da madrugada (UTC) de 10 de setembro, o sistema se intensificou para um furacão assim que um olho ficou claramente visível em imagens de satélite, além da formação de uma parede do olho. Porém, o olho de Linda teve um curto período de vida, e desapareceu ainda naquela manhã. Ao mesmo tempo, a parede do olho do furacão rompeu-se, indicando desorganização do ciclone. Com isso, Linda parou de se intensificar por um breve período. Linda voltou a se intensificar lentamente mais tarde naquele dia, mesmo sob cisalhamento do vento moderado, que corrompe a estrutura interna de ciclones tropicais, e atingiu seu pico de intensidade, com ventos máximos sustentados de 140 km/h.
Mas Linda começou a se enfraquecer definitivamente a partir daquela noite (UTC) assim que o cisalhamento do vento se intensificou e assim que Linda começou a seguir sobre águas mais frias. A partir da madrugada (UTC) de 11 de setembro, a tendência de enfraquecimento de Linda se acentuou assim que o ciclone alcançou águas oceânicas com temperaturas inferiores a 26°C, desfavoráveis para a sustentação de ciclones tropicais. Horas mais tarde, Linda perdeu a sua circulação ciclônica de médios e altos níveis assim que o cisalhamento do vento persistia sobre o ciclone. A partir de então, Linda consistia-se de apenas uma circulação ciclônica de baixos níveis com apenas algumas áreas de convecção remanescentes. As áreas de convecção remanescentes de Linda se dissiparam naquela tarde, e o ciclone constitia-se de apenas uma circulação ciclônica livre de nuvens. Estando por mais de 12 horas livre de áreas organizadas de convecção profunda, Linda degenerou-se para uma área de baixa pressão no início da madrugada (UTC) de 12 de setembro, e o NHC emitiu seu aviso final sobre o sistema. O sistema remanescente de Linda começou a seguir para oeste antes de se dissipar completamente horas depois.

## Preparativos e impactos
Como Linda não ameaçou ou atingiu regiões costeiras, nenhum alerta ou aviso de furacão ou tempestade tropical foi necessário. Pelo mesmo motivo, Linda não causou qualquer impacto à sociedade humana. Além disso, nenhum navio ou estação meteorológica registrou a sua passagem; o furacão foi monitorado exclusivamente com base em imagens de satélite.